# Красные Липки
Кра́сные Ли́пки — хутор во Фроловском районе Волгоградской области России. Административный центр Краснолиповского сельского поселения

## География
Хутор расположен в 15 км к югу от города Фролово.

## Население
| 2010 |
| ---- |
| 561  |

## Инфраструктура
В хуторе имеются школа, больница, магазины, колбасный цех. Хутор газифицирован, есть водопровод, центральное отопление. Дороги асфальтированные.
Вблизи хутора проходит грузовая линия Щебёночная — Липки.